# Acer micranthum
Acer micranthum là một loài thực vật có hoa trong họ Bồ hòn. Loài này được Siebold & Zucc. mô tả khoa học đầu tiên năm 1845.

## Chú thích

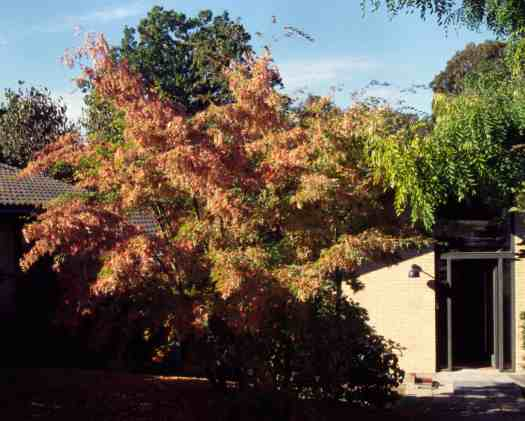
Tree in cultivation, Denmark
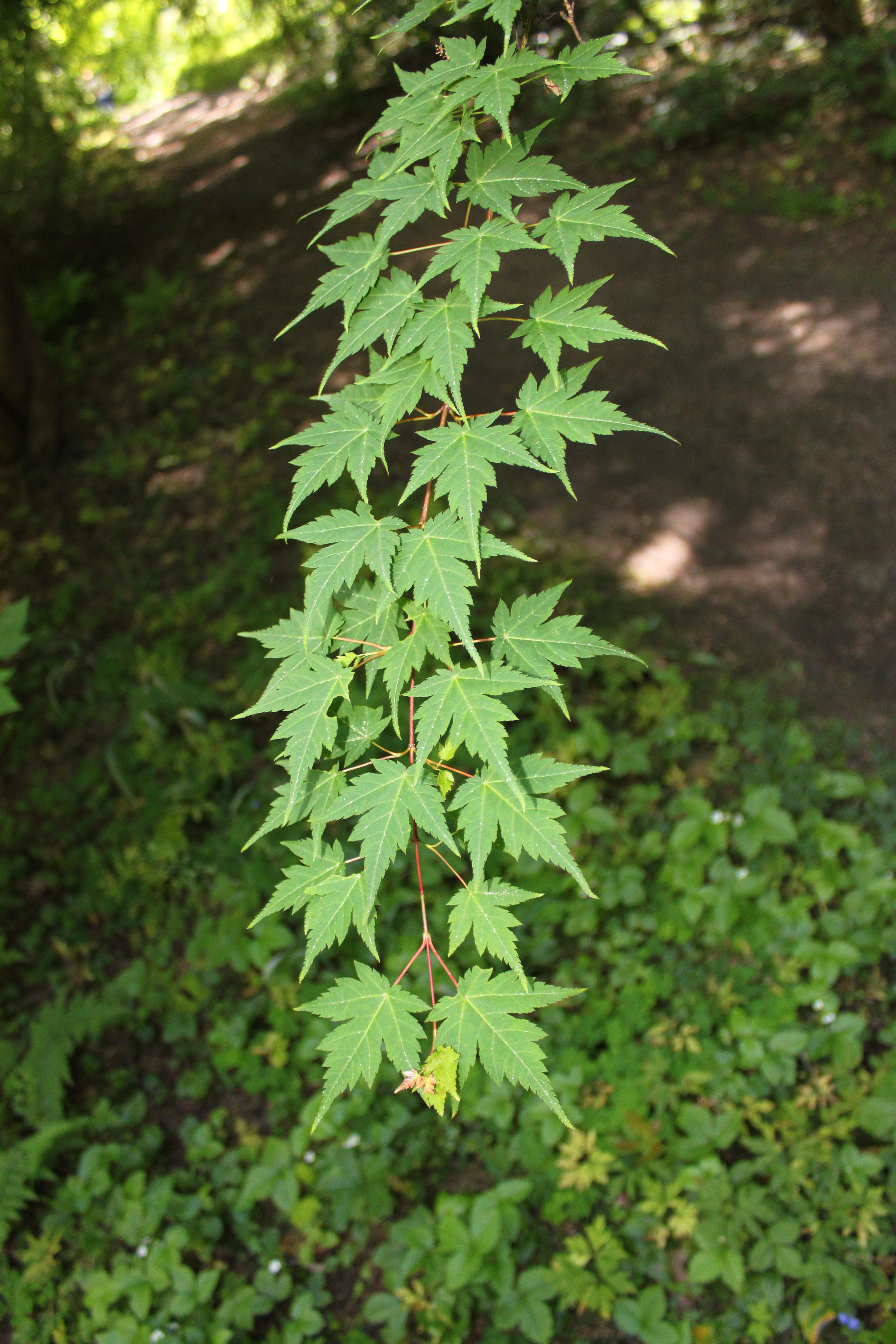
Leaves, Rogów Arboretum, Poland.
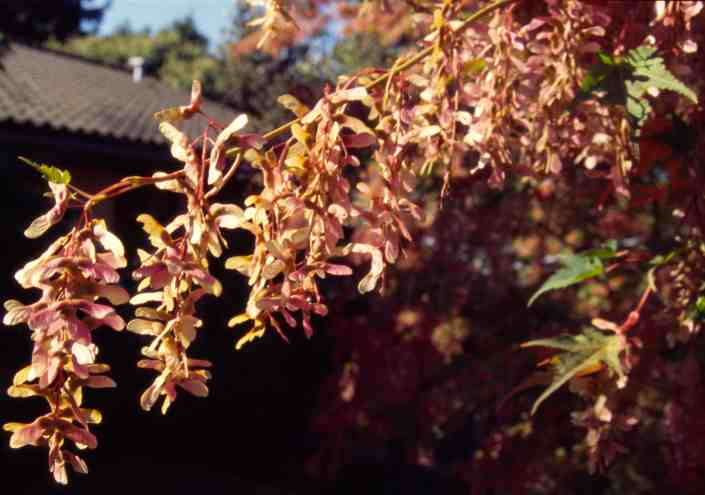